# 李尋
李 尋（り じん、生没年不詳）は、前漢後期の人物。字は子長。扶風平陵県（現在の陝西省咸陽市秦都区）の人。

## 略歴
書経を学び、洪範の災異説を好んだ。また天文・星暦・陰陽についても学び、星暦については丞相の翟方進より教えを受けた。翟方進は李尋を丞相府の吏とし、李尋はしばしば翟方進のために意見を述べた。
外戚の大司馬驃騎将軍の王根は李尋を厚遇し、当時災異が多いことについて意見を求めた。李尋は近く水害があると考え、優れた人物を探し出し登用して、残酷な統治を行う者を退け、堤防を整備し山沢の税を除くなどの陰の気を取り除くようにすることを述べた。そこで王根は李尋を推薦した。
哀帝が即位すると、李尋に最近の大水・地震・天文の動きの乱れなどについて意見を聞くと、李尋は外戚を抑えるべきことを説いた。当時、成帝の外戚であった王氏はまだ退けられておらず、また哀帝の祖母の傅太后の勢力が強く、傅太后に皇太后の号を贈ることに反対する丞相の孔光や大司空の師丹が罷免されていた。哀帝は李尋の進言を受け入れることは出来なかったが、事あるごとに李尋に意見を聞き、その回答がよく的中したため、黄門侍郎に昇進した。さらに李尋は近く水害があると述べたので、李尋を騎都尉に任命し黄河の堤防の監督役とした。
成帝の時代、斉の甘忠可が「漢の時代は終わろうとしているので、天命を再度受けなおす必要がある。天帝は真人赤精子を遣わして私にその方法を教えた」と主張し、夏賀良・郭昌らにそのことを教授していた。甘忠可は中塁校尉劉向に人々を惑わすものと弾劾されて獄死した。哀帝の時代になり、哀帝の重用されていた司隷校尉の解光が甘忠可の書のことを言上した。そのことを下された奉車都尉の劉歆は反対したが、李尋も甘忠可の説を好んでおり、「父の劉向が弾劾したものを子の劉歆が認めるはずがありません」と言った。また郭昌は長安県令になっており、李尋に夏賀良らを助けるように勧めた。そこで李尋は夏賀良らに意見を聞くよう哀帝に勧めた。夏賀良らは「漢暦は衰えており、再度天命を受けるべきです。成帝は天命に応じなかったために世継ぎに恵まれなかったのです。今陛下が病気となり、天変地異も頻発しているのは天が譴責を与えているのです。急ぎ改元し称号を改めれば、寿命は延び世継ぎに恵まれ、天変地異も止むことでしょう」と述べた。
長らく病気に悩まされていた哀帝は益があることを願い、夏賀良らの進言に従って建平2年（紀元前5年）を太初元将元年と改元し、自分の号を「陳聖劉太平皇帝」と改めた。
しかし1カ月あまり経っても自分の病状に変わりがなく、また夏賀良らが政治にも改変を加えようとすることに対し反対が多く、夏賀良らは大臣は天命を知らないから退けて解光や李尋を登用するべきだと上奏した。
哀帝は夏賀良らを獄に下すと共に改元、改号の詔を撤回して元に戻した。夏賀良らは光禄勲の平当らの取調べを受け、皆処刑された。解光と李尋は死一等を減じられ、敦煌郡に配流された。